# Gustaf Ambe
Gustaf Enok Ambe, född 5 april 1895 i Ållaryd, Jät, Kronobergs län, död 23 augusti 1972, var en svensk konstnär och konstpedagog.
Han var son till hemmansägare J. M. Johansson och Anna Danielsson samt från 1927 gift med Sonja Schupler. 
Ambe studerade vid Slöjdföreningens konstyrkesskola i Göteborg 1917–1920 och var där elev till John Sten därefter studerade han för konservator Allan Norblad i Stockholm. Han debuterade 1927 i Lilla utställningen i Stockholm och han medverkade i utställningarna Svenska akvarellmålningar från äldre och nyare tid på Konstakademin och i Hantverks-, industri- och konstutställningen 1928 i Jönköping.
Ambe var huvudsakligen verksam som dekorationsmålare i kyrkor och offentliga byggnader. Bland annat dekormålades väggar och tak i Nyskoga kyrka av konstnären Yngve Lundström och Ambe samt Österåkers kyrka, Våmhus kyrka och Burseryds kyrka. Vid sidan av denna verksamhet var han verksam vid Olofskolan och Socialpedagogiska seminariet som lärare i konstnärliga ämnen samt kursledare i ABF:s målarcirklar. Ambe är representerad vid Kalmar läns museum.